# 俄羅斯的阿納斯塔西婭·尼古拉耶芙娜女大公
安娜塔西亞·尼古拉耶芙娜·罗曼诺娃女大公（俄语：Великая Княжна Анастасия Николаевна Романова；1901年6月18日—1918年7月17日），俄羅斯帝國末代沙皇尼古拉二世與妻子黑森-達姆施塔特的艾莉克絲最小的女兒。
阿纳斯塔西娅·尼古拉耶芙娜是奧麗加·尼古拉耶芙娜、塔季揚娜·尼古拉耶芙娜與瑪麗亞·尼古拉耶芙娜的妹妹，也是阿列克謝·尼古拉耶维奇·罗曼诺夫皇儲的姊姊。她被認為與沙皇尼古拉二世一家同時被布爾什維克的秘密警察處決，但是一直有傳聞指出阿纳斯塔西娅·尼古拉耶芙娜逃過了這次暗殺，而且因為安娜塔西亞·尼古拉耶芙娜的遺體位置在共產黨統治年代未能確定，使得此傳言甚囂塵上。
在1991年，葉卡捷琳堡附近的墳墓中發現了尼古拉二世夫婦及其三位女兒的遺體，俄羅斯皇儲阿列克謝·尼古拉耶維奇·羅曼諾夫與剩下一位女兒（安娜塔西亞·尼古拉耶芙娜或是瑪麗亞·尼古拉耶芙娜）的遺體則在2007年被發現，安娜塔西亞·尼古拉耶芙娜存活的傳聞也宣告終止。DNA測試顯示，遺體乃皇家成員，證明四位女大公皆在1918年遭受謀害。
曾經有幾位女子宣稱自己是阿纳斯塔西娅·尼古拉耶芙娜，其中最著名的是安娜·安德森。安娜·安德森於1984年去世後，遺體被火化。在1994年時以安娜·安德森的身體組織與頭髮進行DNA測試後，證實她與羅曼諾夫家族沒有任何血緣關係。

## 生活與兒童時期

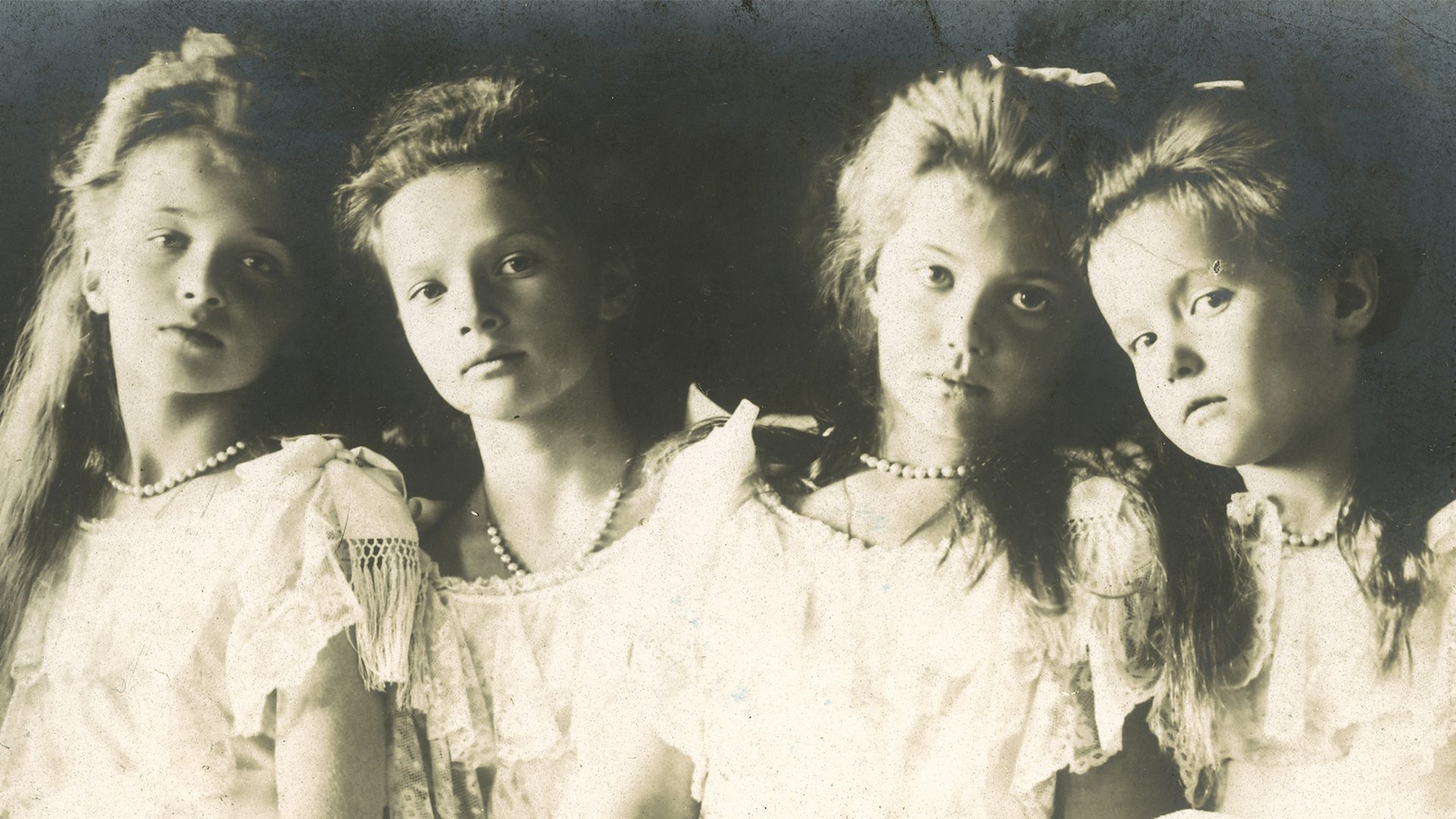
一張正式的皇室照片，從左而右分別是奧麗加大公、塔季揚娜大公、瑪麗亞大公與阿纳斯塔西娅大公，攝於1906年。

阿纳斯塔西娅的雙親尼古拉二世、亞歷山德拉·費奧多蘿芙娜及家族對於她出生感覺到失望，因為她已經是他們所生的第4個女兒，但在俄國皇室女性是無法繼承王位的。在探望新生的阿纳斯塔西娅之前，尼古拉二世曾經走了很遠的路來讓自己冷靜下來。阿纳斯塔西娅的名字意為「枷鎖的破壞者」或「監獄開啟者」。她得到這個名字是因為為了慶祝她的出生，尼古拉二世特赦了那些參加那年冬天聖彼得堡與莫斯科暴動的學生，並讓他們得以復學。阿纳斯塔西娅這個名字的另一個意思為「復活」，所以後來一些故事經常用這點來暗喻那些阿纳斯塔西娅死裡逃生的傳聞。阿纳斯塔西娅的頭銜是「大公主」，意為皇女殿下，表示她的地位比歐洲其他的公主還要高，因為她們只是公主殿下。「女大公」（Великая Княжна）也是目前最廣泛的說法。

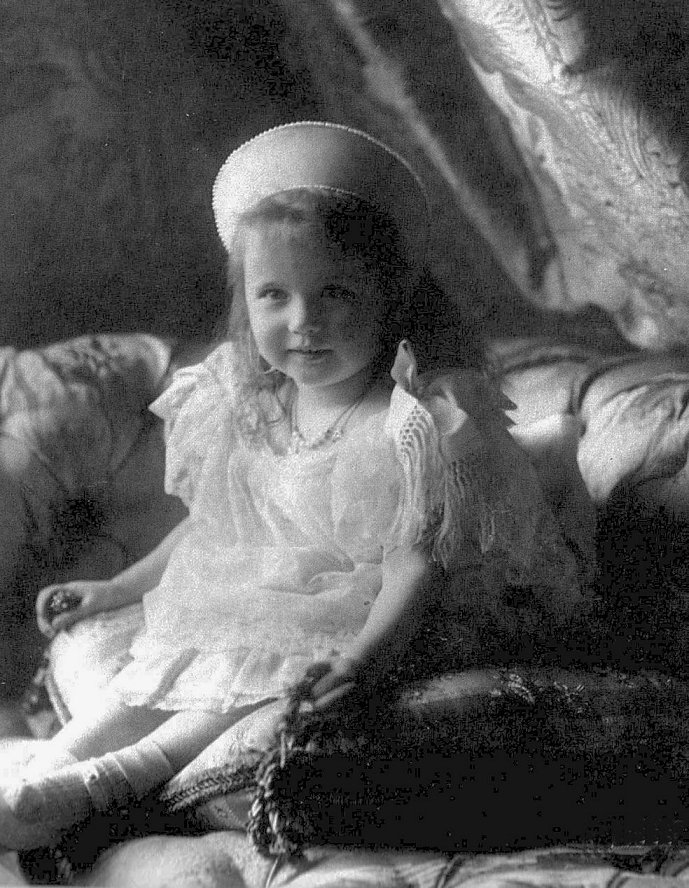
阿纳斯塔西娅身穿公主服，攝於1904年。

尼古拉二世讓他們兒女的生活方式儘可能的儉樸，所以他們睡在沒有枕頭的堅硬行軍床上，而且除了生病的時候，必須在早上沖洗冷水澡。而且在他們的空閒時間，必須清理自己的房間，還要為許多慈善項目編製刺繡品。在包括僕人在內的這個家庭中，大部分用名與父名來稱呼這些女大公們，所以阿纳斯塔西娅被稱為阿纳斯塔西娅·尼古拉耶芙娜而不使用她的頭銜。偶爾阿纳斯塔西娅也被人用法語「Anastasie」或是俄語暱稱、與來稱呼，而其他家庭對她的暱稱還有（意為年幼的小孩子），或是「shvibzik」（俄語中的小頑童）。

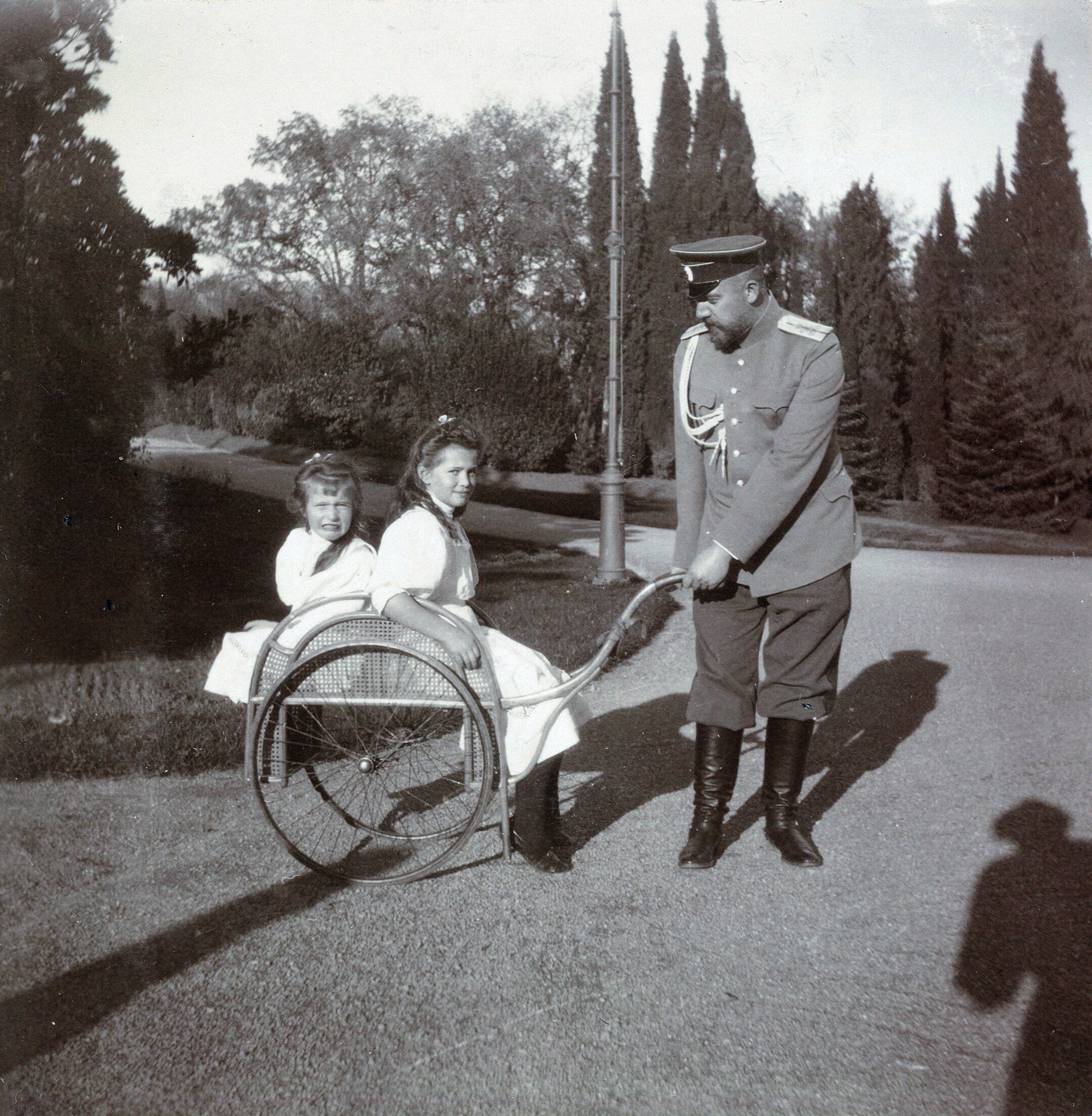
阿纳斯塔西娅大公與姊姊瑪莉亞大公坐在馬車上，並由一位士兵拉著馬車來前進。

就像她的暱稱一樣，年幼的阿纳斯塔西娅漸漸變成為一個活潑又充滿朝氣的孩子，被形容為身體圓胖、擁有藍色的眼睛與金黃又帶點紅色的頭髮的小孩。馬格莉塔·伊加（Margaretta Eagar）曾說過有人認為年幼的阿纳斯塔西娅是他所看過的小孩中最迷人的，她曾經擔任過4位女大公的家庭教師。

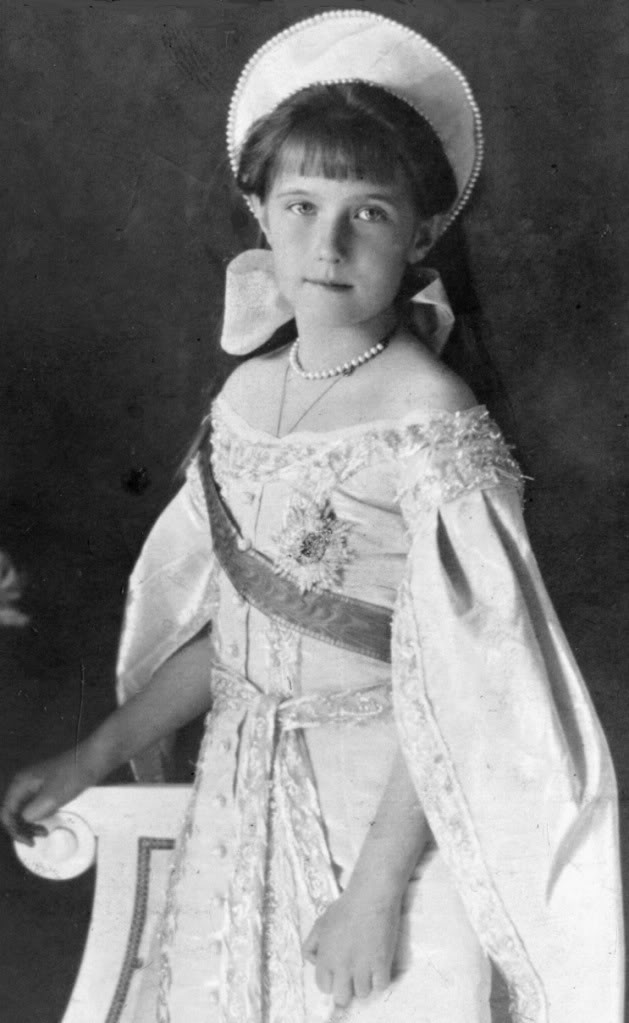
阿纳斯塔西娅身穿公主服，攝於1910年8月。

家庭教師皮爾·基亞德與查爾斯·吉博斯（Charles Sydney Gibbes）常將阿纳斯塔西娅對拘束的學校課堂不感興趣的態度，描述為擁有天賦或機靈的。基亞、吉博斯、女官莉莉·傑恩（Лили Ден）與安娜·維路包娃（Вы́рубова А́нна Алекса́ндровна）形容她是個活潑、調皮而且擁有天賦的演員。她靈敏與機智的見解有時候能夠敏銳的切中要害。
後來與沙皇一家一起死於葉卡捷琳堡的御醫葉普蓋尼·波特金（Бо́ткин Евге́ний Серге́евич）的兒子葛里伯·波特金（Глеб Серге́евич）曾經說過：毫無疑問的，阿纳斯塔西娅是家族中被處罰次數最多的紀錄保持者，她在調皮搗蛋方面有著真正的天賦。阿纳斯塔西娅偶爾會絆倒僕人，也會對她的老師惡作劇。她在兒童時期總會爬到樹上，並且拒絕下來。阿纳斯塔西娅曾經有一次在波蘭的家族莊園中與親友打雪仗，然後用一顆雪球將姊姊塔季揚娜擊倒在地。一位他們的遠親妮娜·喬琪芙娜公主（Нина Георгиевна）回憶起她：「阿纳斯塔西娅在這點上是接近邪惡的惡意」。在玩遊戲的時候，她會欺騙、踢開與抓傷玩伴。她也曾經因為妮娜年紀比她小卻長得比她高而侮辱她。比起她的幾個姊姊，阿纳斯塔西娅比較不注重儀表。美國的暢銷作家海利與他那擔任外交官的妻子曾經描述10歲的阿纳斯塔西娅在聖彼得堡歌劇院裡沒有脫下白色的長手套就吃起巧克力。

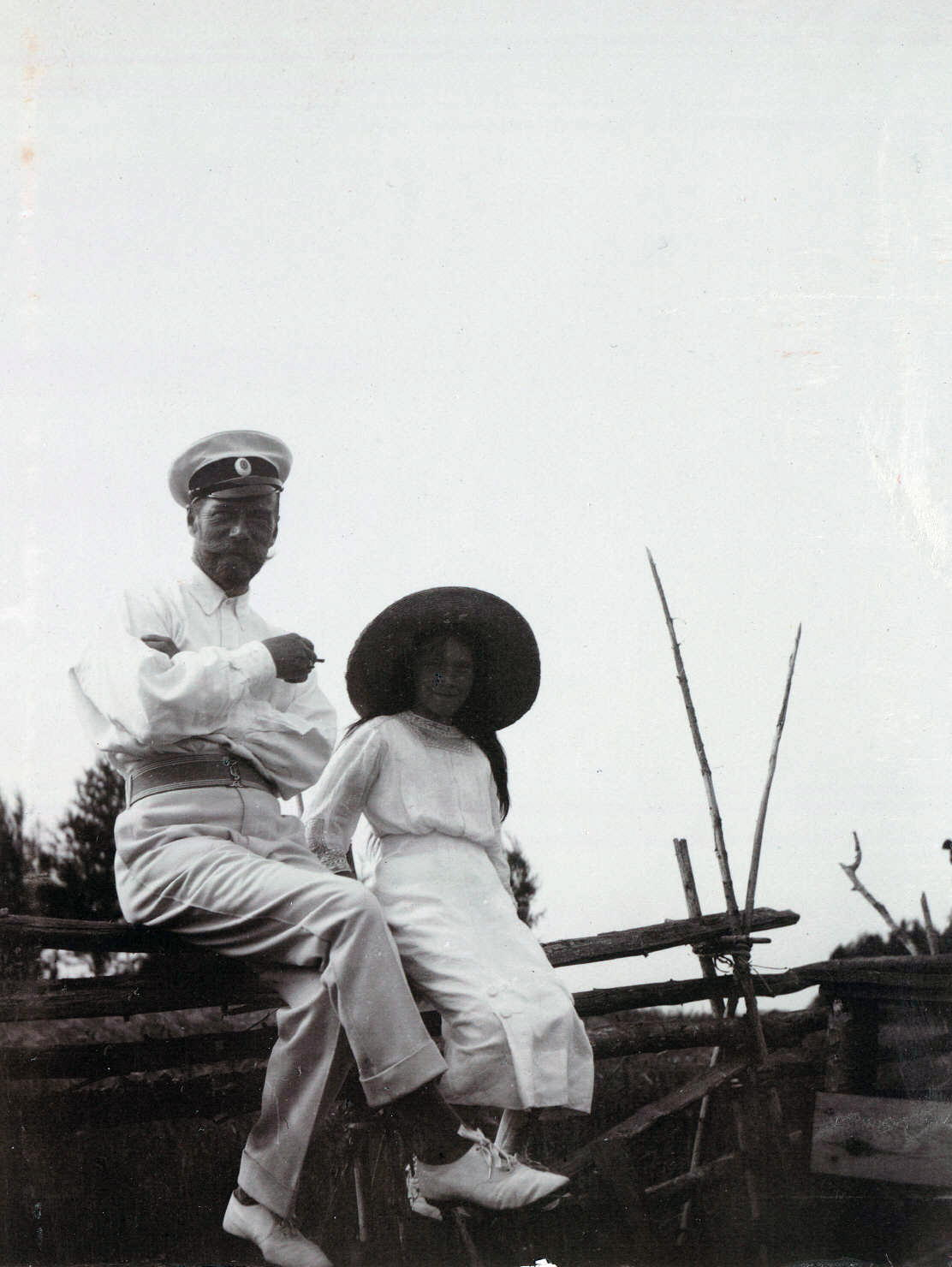
阿纳斯塔西娅與父親尼古拉二世，他並稱她為「Маленькая」與「小女孩」。

阿纳斯塔西娅與姊姊瑪麗亞在家中被看作是「年幼組」。他們兩個住在同一個房間，經常穿著相同的服裝，而且大部分的時間也相處在一起。姊姊奧爾嘉與塔季揚娜也住在同一個房間，她們則被家人稱為「年長組」。她們有時在信上的署名是「OTMA」，這是以教名的第一個字母組成的一個暱稱。
即使阿纳斯塔西娅是充滿活力，但是有時候她的身體狀況並不佳。這位女大公曾經飽受兩腳大拇趾外翻之苦，而且因為背部的肌肉也很虛弱，所以必須每個禮拜接受兩次按摩。安娜塔茜亞經常躲在床下或櫥櫃中來逃避按摩治療.。根據阿纳斯塔西娅的姑媽奧麗加·亞歷山德羅夫娜大公的訪談記錄顯示，阿纳斯塔西娅的姊姊瑪麗亞在1914年12月進行扁桃腺切除手術時曾經發生過出血狀況。當時執刀的醫生感到相當的沮喪，甚至到必須亞麗珊卓·費多蘿芙娜皇后命令他，才能繼續進行手術的地步。奧麗加女大公認為四個侄女流的血比正常人多，所以相信她們都遺傳到了母親的血友病基因。
帶有血友病的基因——本身不是血友病——會有血友病的徵狀，包括比一般人還少的凝血因子，有可能會導致嚴重的出血。2009年時的DNA測試證明了阿列克謝為B型血友病患者，他母親及姊姊（安娜塔西亞或是瑪麗亞）則是基因攜帶者，所以若是安娜塔西亞存活，其後代亦有可能患有血友病。

## 與拉斯普丁的關係

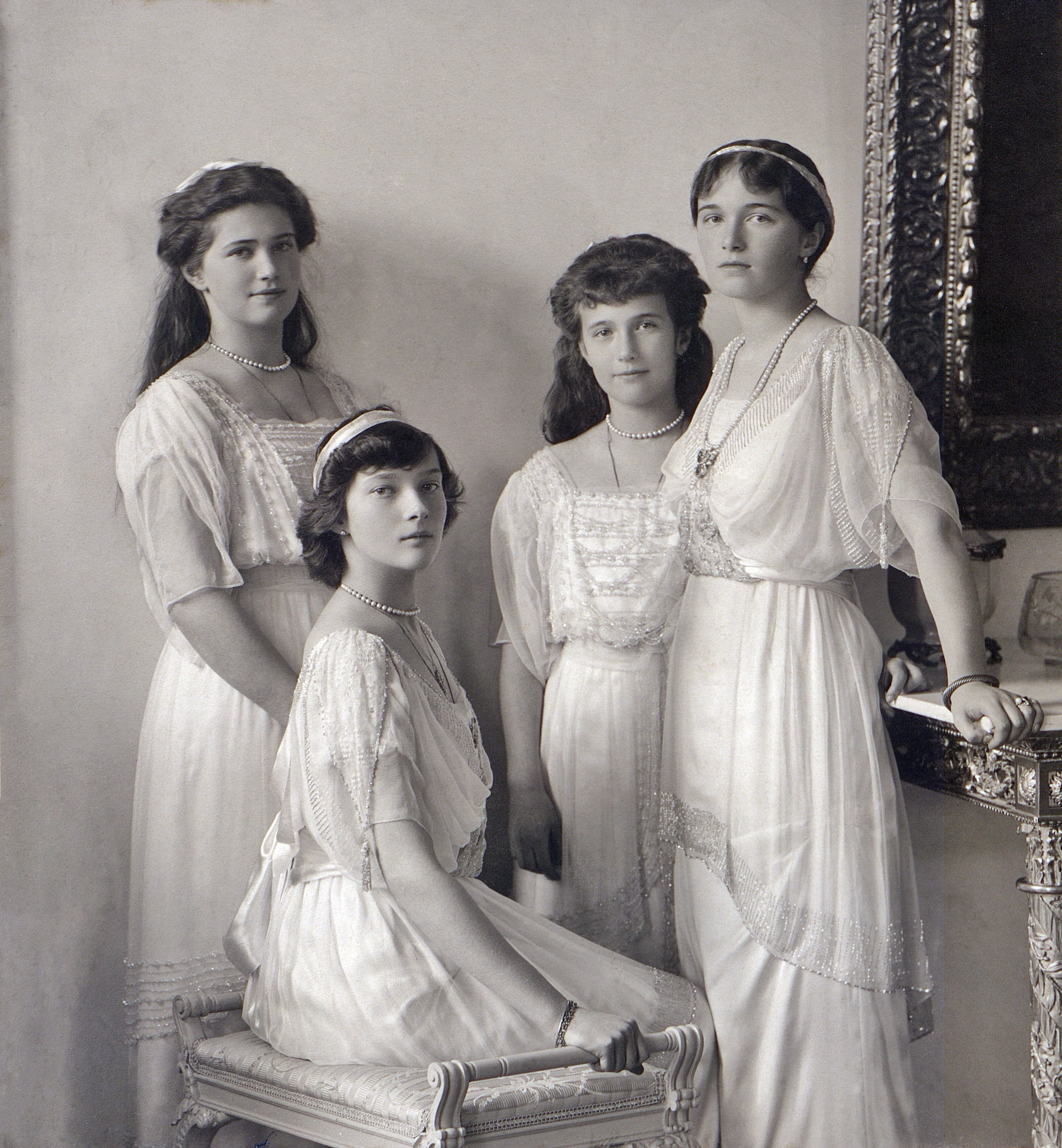
從左而右分別是瑪麗亞大公、塔季揚娜大公、安娜塔西婭大公與奧麗加大公，攝於1914年。

後來奧麗加回憶：「所有的小孩似乎都喜歡他」、「他們與拉斯普丁在一起時是非常自在的」拉斯普丁與尼古拉二世的孩子的友誼可以從他寄給他們的一些訊息中得到證明。在1909年2月拉斯普丁給他們的一封電報中建議他們：「去愛上帝所有的本質，所有的創造，特別是這個世界；而祂的母親總是忙著刺繡與照顧花朵。」
然而有一位家庭教師蘇菲亞（ Tyutcheva）在1910年對於拉斯普丁被允許進入幼兒室感到反感，於是不讓他進入，當時4位女大公則穿著長睡袍。尼古拉二世於是要求拉斯普丁以後避免進入幼兒室。女大公們明白這種緊張的狀況，而且害怕母親將會對蘇菲亞的行為感到生氣。「我感到如此害怕，蘇菲亞會說我們的朋友並不是那麼好」，安娜塔西婭的12歲的姊姊塔季揚娜在1910年3月8日寫信給母親說道：「希望現在我們的褓母可以對我們的朋友好一點」。

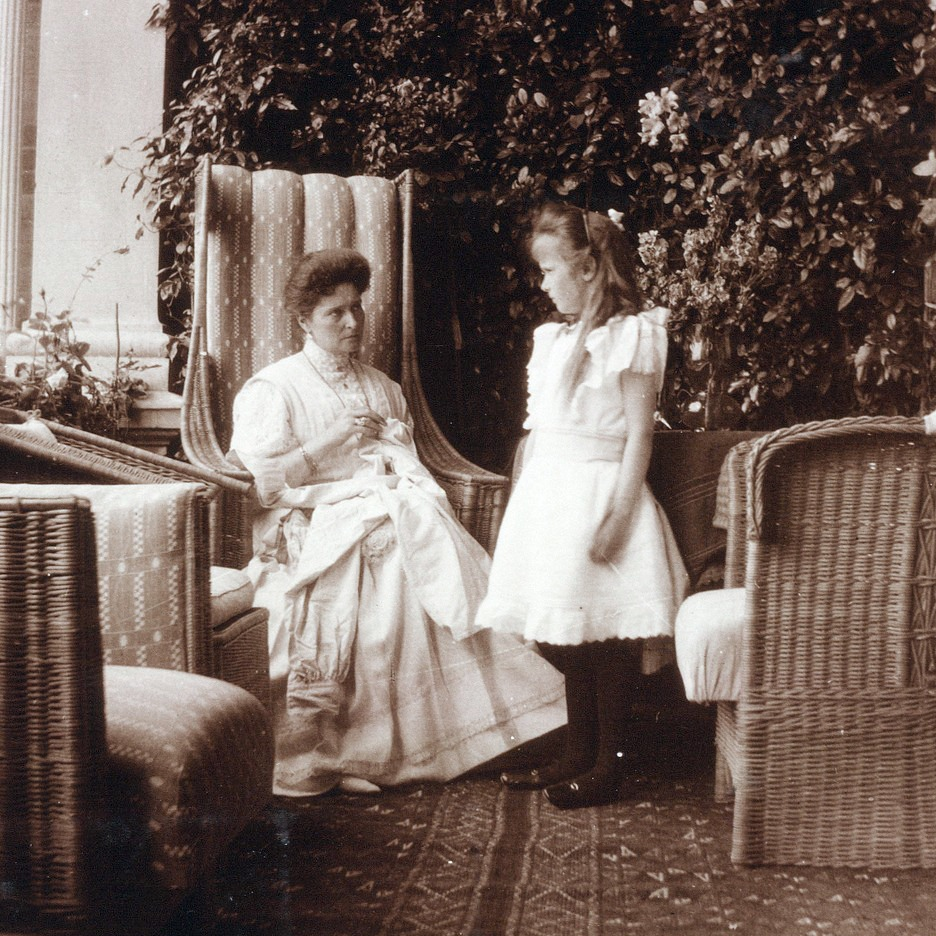
安娜塔西婭與母親亞歷山德拉·費奧多蘿芙娜，照片大約攝於1908年左右

蘇菲亞最終遭到開除。蘇菲亞將這件事告訴這個家庭中其他的成員。當拉斯普丁拜訪這些小孩時，從各方面而言皆為純然無辜，卻被傳為醜聞。蘇菲亞告訴尼古拉二世的妹妹齊娜·亞歷山德拉女大公（Ксения Александровна Романова）：拉斯普丁會在他們就寢前去與他們聊天，而且擁抱與輕拍她們。蘇菲亞說她們被告誡不要與她談論到拉斯普丁，而且隱瞞他拜訪幼兒室的事。齊娜·亞歷山德拉女大公在1910年3月15日寫下她無法理解「…亞歷山德拉皇后與這些孩子對於這個邪惡拉斯普丁（他們認為他幾乎是位聖人，但事實上他只是個異端（俄语：！）顯露的態度⋯⋯」
一位家庭教師瑪莉亞·伊凡諾夫娜·維希尼亞可娃在1910年春天宣稱拉斯普丁曾經強暴她。瑪莉亞說皇后拒絕相信她的說詞，而且皇后堅持「拉斯普丁所做的每件事都是神聖的」 。齊娜·亞歷山德拉女大公被告知已經對瑪莉亞的指控展開調查，不過以「他們在床上抓到瑪莉亞與一名哥薩克的皇帝警衛在一起」來處理。在瑪莉亞控告拉斯普丁後，她被禁止與拉斯普丁會面，最後瑪莉亞在1913年被開除 。

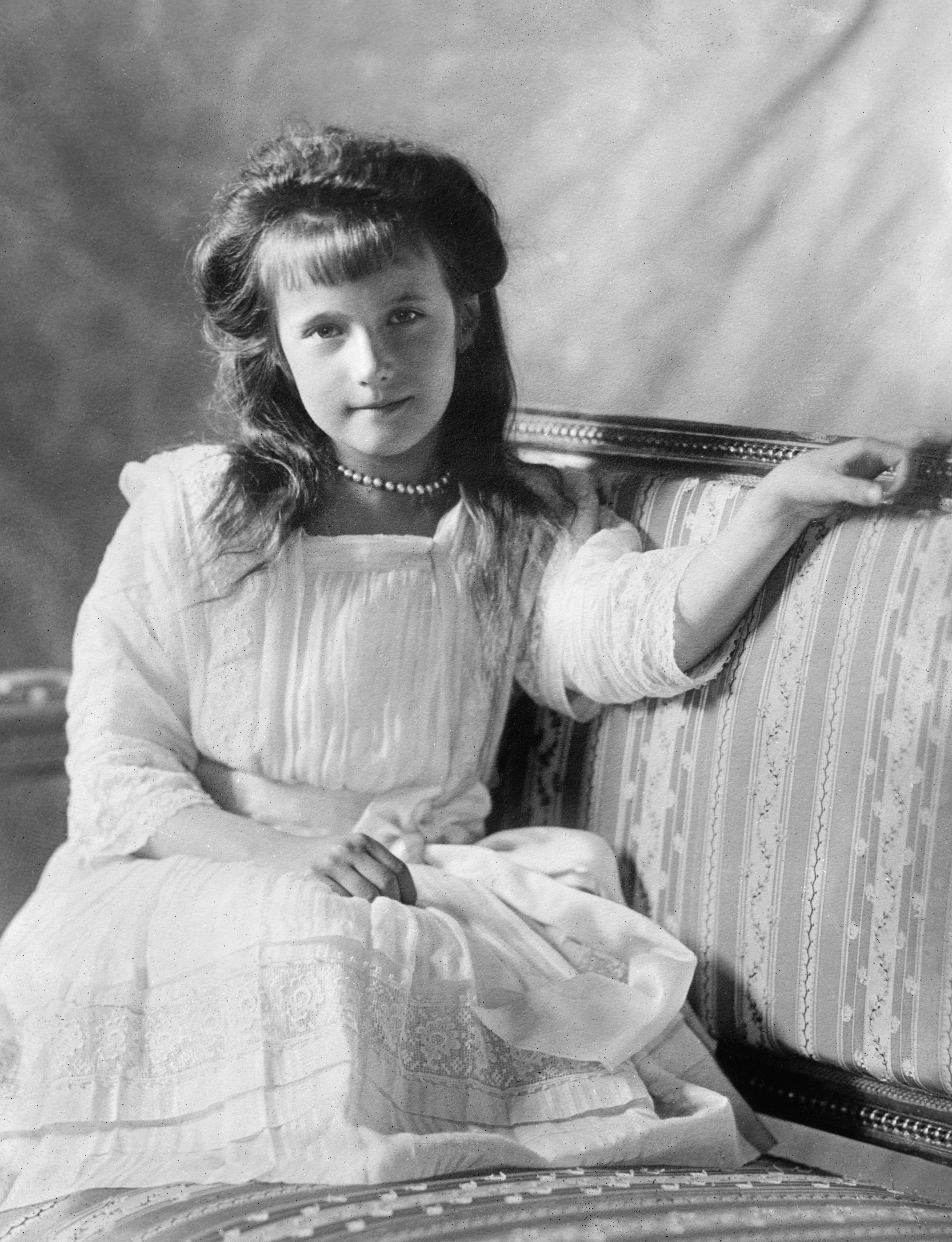
攝於1910年的正式肖像。

然而有謠言說拉斯普丁不只誘姦了費奧多蘿芙娜皇后，也包括尼古拉二世的4位女兒 ，這些謠言最後變成了流傳在社會上的耳語。後來因為費奧多蘿芙娜皇后與4位女大公寫給拉斯普丁的信被拉斯普丁公佈出來，雖然內容相當純潔，不過讓這些流言蜚語更加熱烈的傳遍了整個社會。安娜塔西婭曾經寫下「親愛的，寶貝，我的朋友」、「我是多麼想要再度看到你，你今天出現我的夢中。我總是問媽媽你何時才會來…親愛的，我總是想著你，因為你對我是這麼好」等。

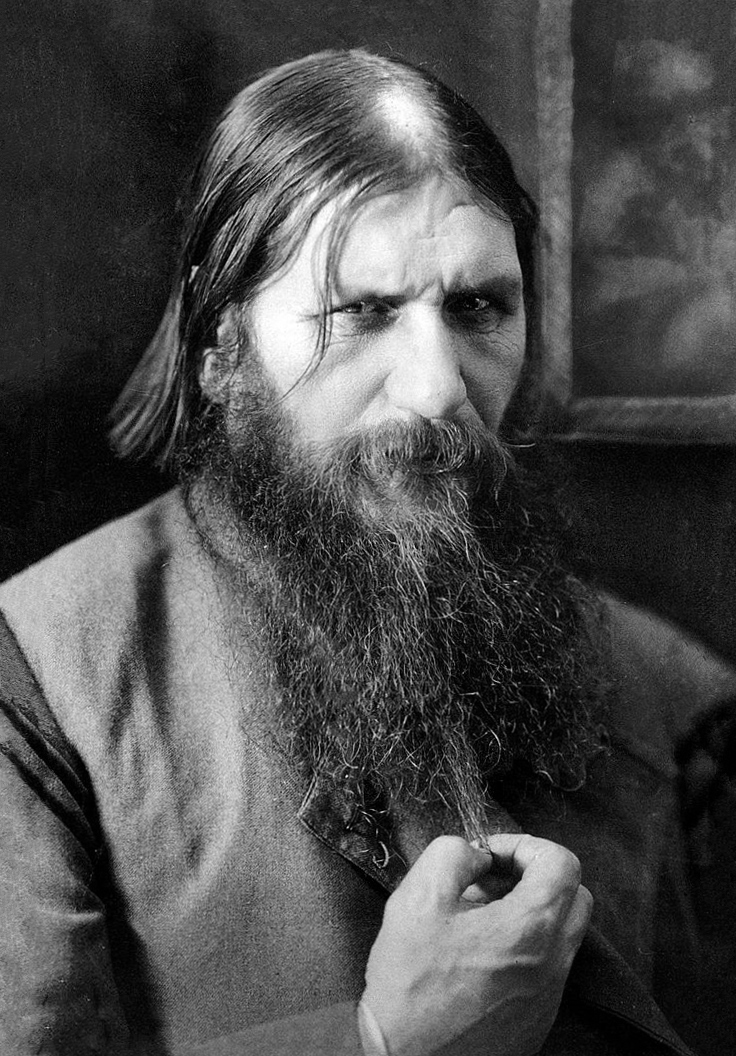
與尼古拉二世全家相當親密的神秘主義者拉斯普丁，當時受到許多人的崇敬。

這個謠言緊接著被以色情卡通的方式來傳播，它描繪出拉斯普丁與皇后、4位女大公與宮女安娜·維路包娃（Вы́рубова А́нна Алекса́ндровна）都發生了關係。因為這件傳聞造成皇后非常不悅，所以尼古拉二世命令拉斯普丁離開聖彼得堡一段時間，於是拉斯普丁前往以色列進行朝聖之旅。儘管因為這個謠言，尼古拉二世一家直到拉斯普丁在1916年12月17日被謀殺前都持續與他往來。皇后在1916年12月6日寫給尼古拉二世道：「我們的朋友對我們的女兒們是如此的滿意，他說她們已經通過了她們年齡的沉重課題，她們的靈魂也成長了很多。」
在A.A.莫爾德維諾夫（A.A.Мордвинов）的回憶錄中，在得知拉斯普丁死訊的當天晚上，4位女大公對於他的死感到非常的心煩意亂與冷淡，並且在臥室裡的沙發上縮成一團。莫爾德維諾夫憶起當時這4位女大公的心情是相當陰沉的而且似乎感覺到了即將到來的政治劇變。費奧多蘿芙娜皇后與安娜塔西婭等4位女大公將拉斯普丁與倒反的雕像一起埋葬。安娜塔西婭在1916年12月21日出席了拉斯普丁的葬禮，而且尼古拉二世一家還計畫在他的墓地上建造一間教堂。在尼古拉二世一家在布爾什維克謀害之後，安娜塔西亞與其姊姊的遺體都帶著含有拉斯普丁畫像及禱文的護身符。

## 第一次世界大戰與革命

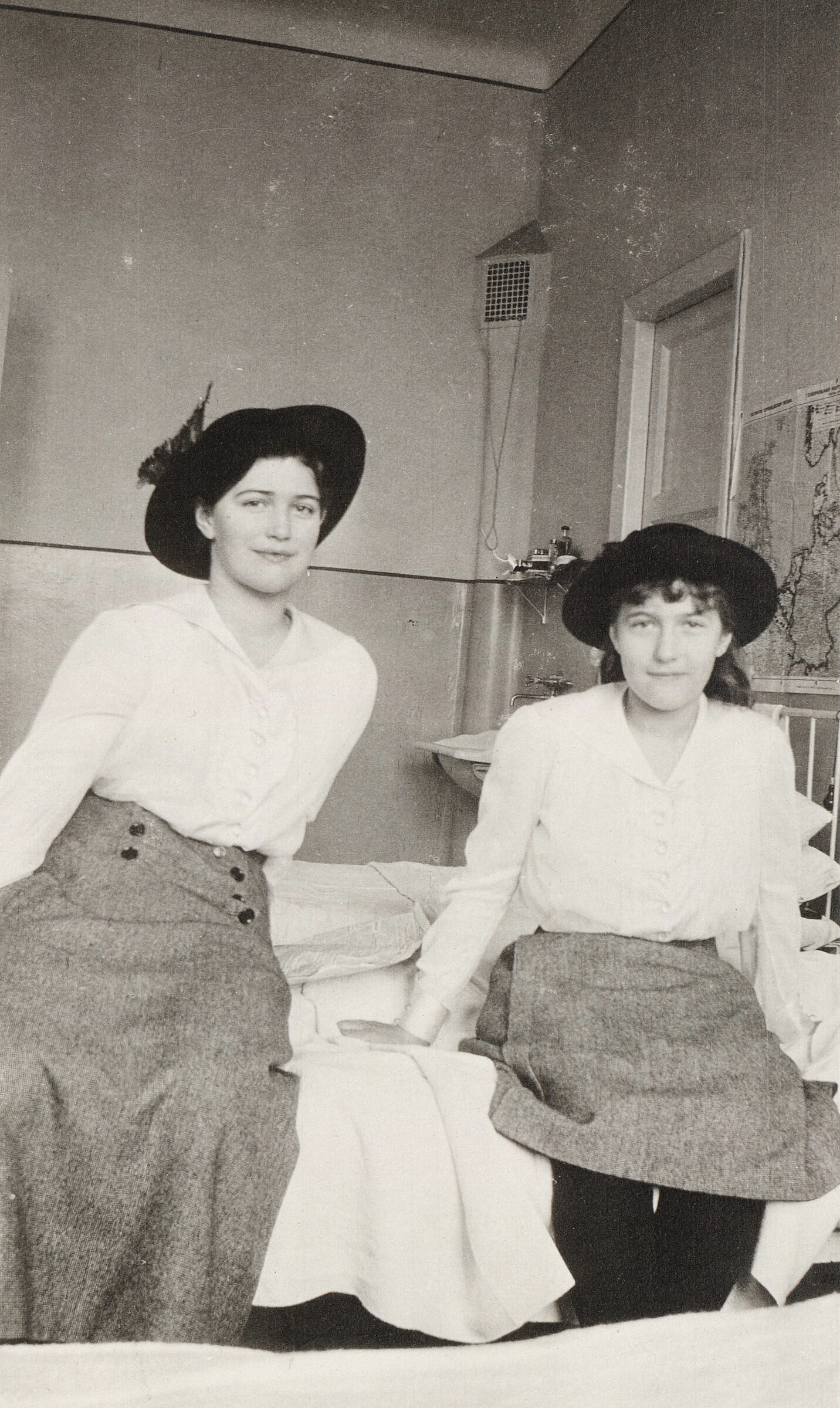
瑪麗亞大公（左）與阿纳斯塔西娅大公（右）於1915年左右前往他們的醫院探望。

在第一次世界大戰期間，阿纳斯塔西娅與姊姊瑪麗亞一同前往位於沙皇村的私人醫院來探望受傷的士兵。雖然因為阿纳斯塔西娅與瑪利亞是太過年輕了，所以她們無法像另外兩個姊姊與母親亞歷山德拉皇后一樣成為紅十字會的護士，不過她們與士兵們一起玩西洋跳棋與撞球，試圖來鼓舞他們的精神。一位名叫費利克斯·達瑟爾，曾經在這間醫院服務過，而且也認識阿纳斯塔西娅的人士回憶：阿纳斯塔西娅擁有「松鼠般的笑容」，而且走路非常快速，「就像快要跌倒一樣」。

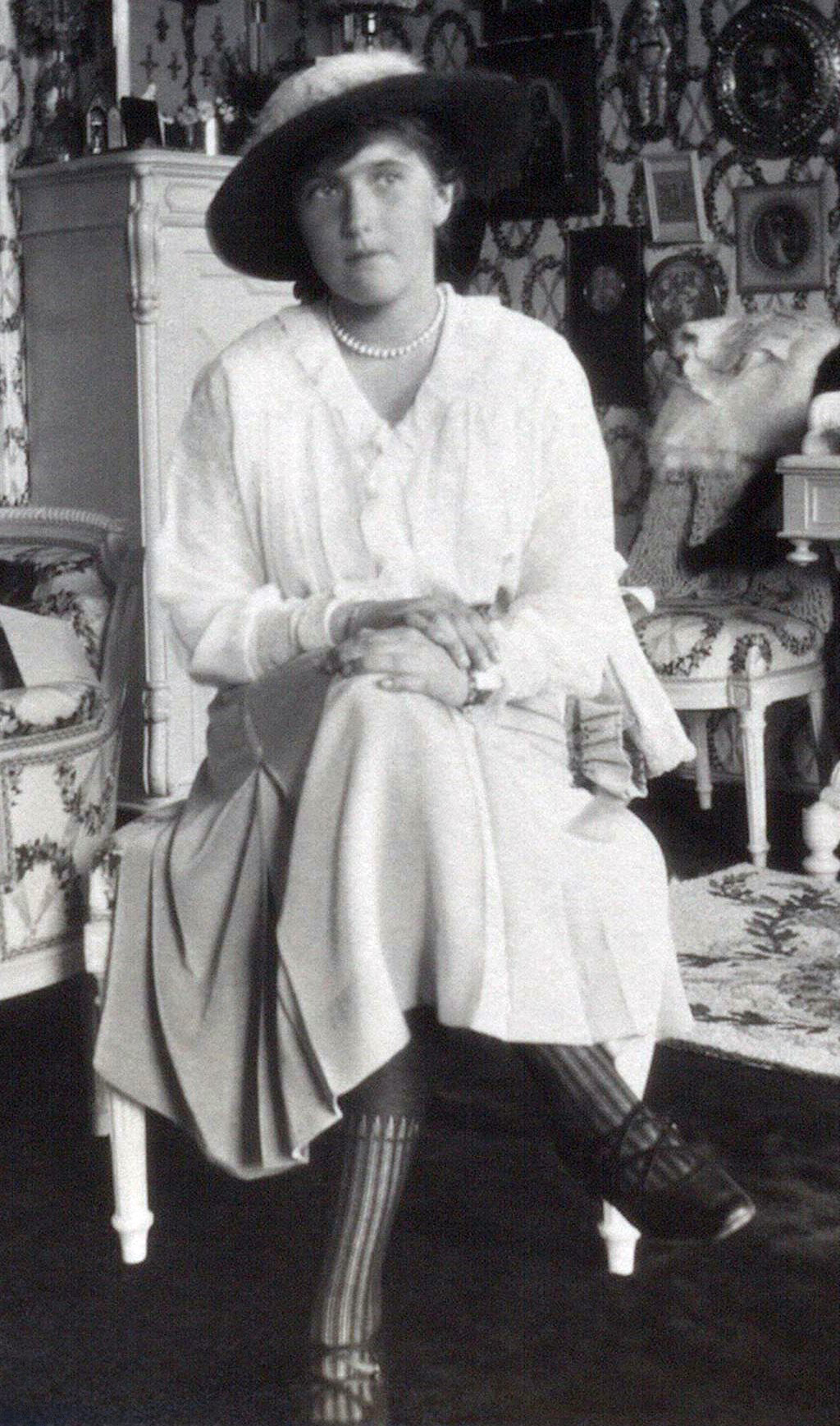
攝於1914年。

尼古拉二世在1917年2月退位，然後他與妻子及5個兒女在俄國二月革命期間被拘禁在沙皇別墅內的亞歷山大宮（Александровский дворец）裡。與布爾什維克商量後，臨時政府的亞歷山大·克倫斯基將尼古拉二世全家安置到西伯利亞的托博爾斯克。在布爾什維克掌控俄羅斯大局後，便將他們移居到葉卡捷琳堡的伊帕切夫別墅（Дом Ипатьева）。
被囚禁的壓力與不確定感為阿纳斯塔西娅與她的家人敲響了喪鐘，阿纳斯塔西娅在1917年冬季時寫給她的朋友的字句中包括「再見」、「不要忘了我」。在托博爾斯克的時候，她寫給家庭教師一篇充滿憂鬱而且充滿拼字錯誤的文章，內容是英國詩人羅伯·白朗寧有關一名小女孩的作品《Evelyn Hope》。「當她死去的時候只有16歲」阿纳斯塔西娅寫道：「有一位愛她的男士，雖然他不曾見過她，但是知道她過的很好。而她也認識他。他不曾對她傾訴愛意，而現在她已經死了。但是他仍然想著在來生他們會這樣度過，無論它將是在什麼時候…」。
當被囚禁在托博爾斯克的時候，阿纳斯塔西娅與3位姊姊將珠寶縫在衣服裡，希望可以瞞過監禁他們的人。她與奧麗加、塔季揚娜也曾被尋找藏起來的珠寶的衛兵所騷擾。一艘蒸氣渡輪在1918年5月將她們送到位在葉卡捷琳堡的雙親與瑪麗亞的身邊。他們的英文教師查爾斯·吉博斯回憶起聽到她們在恐懼中喊叫而且為了無力去幫助她們而苦惱。彼得·基亞回憶他最後在葉卡捷琳堡見過她們最後一面「納戈寧這位照顧阿列克謝·尼古拉耶维奇的士兵經過我的窗前，並用手護送著一位生病的男童，位在他後方的女大公則拿著手提袋與私人物品。我想要出去，但是卻被衛兵粗暴的推回馬車內。我回到這扇窗前。塔季揚娜後來抱著她的小狗出來，而且吃力的拖著一個褐色的手提袋。當時正在下雨，我看見她的腳每一步都踩在泥漿裡。納戈寧試圖幫助她，不過他被一位委員粗暴的推開…」在不到2個月後的1918年7月14日，葉卡捷琳堡當地的神父為尼古拉二世一家處理私人教堂的服務，而且根據報導，阿纳斯塔西娅與家人在為死者祈禱時，曾經違反習俗的下跪。

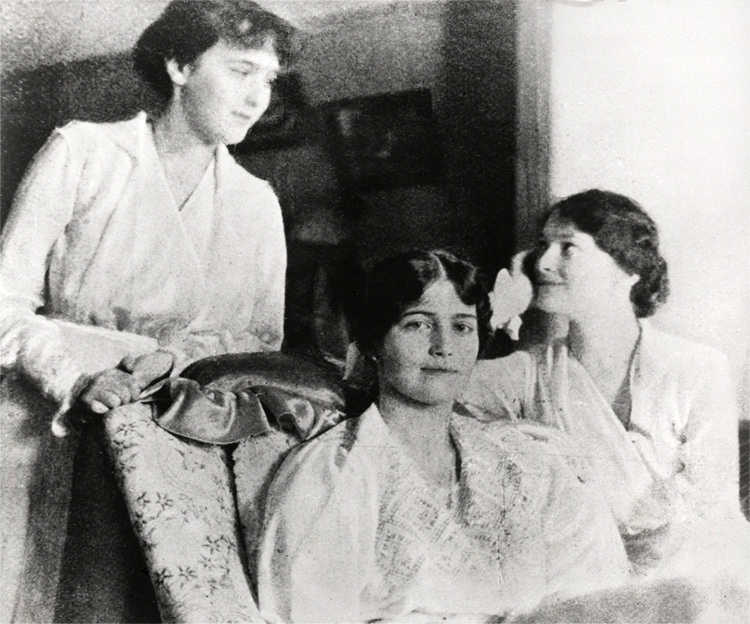
被囚禁中的阿纳斯塔西娅大公、瑪麗亞大公與塔季揚娜大公，照片攝於1917年春天。

然而既使在阿纳斯塔西娅生命中的幾個月中，她也找到娛樂自己的方法。她與家中的其他人在1918年春天時玩遊戲來取樂父母與其他人。根據她的家庭教師查爾斯·吉博斯的描述，阿纳斯塔西娅的表演使的每個人開懷大笑。在1918年5月7日一封從托博爾斯克寄往位於葉卡捷琳堡的瑪利亞的信中，儘管她是悲傷、孤獨而且為生病的阿列克謝而擔心，阿纳斯塔西娅敘述了這個歡樂時光：「我們盪著鞦韆，當時我開懷大笑，降落是多麼的奇妙！真的！我昨天與姊姊們談論這件事很多次，所以她們都感到厭煩了，但是我還是一直說…無論天氣如何，一個人可以簡單的愉快大叫。」在他的記憶中，一位住在伊帕切夫別墅裡的女大公亞歷山大·史翠柯京，仍然記得阿纳斯塔西娅是非常友善與充滿樂趣的，而其他的女大公則說阿纳斯塔西娅是「一位非常迷人的惡魔！她是調皮的，而且我認為她很少厭倦。她是精力充沛的，而且喜歡與狗來表演喜劇丑角，就像她們是正在馬戲團表演一樣。」然而其他的女大公則認為阿纳斯塔西娅「令人反感而且是一個恐怖分子」，而且抱怨那些偶爾出現而且令人生氣的評論，有時候也導致了階級間的緊張。

## 監禁與處死

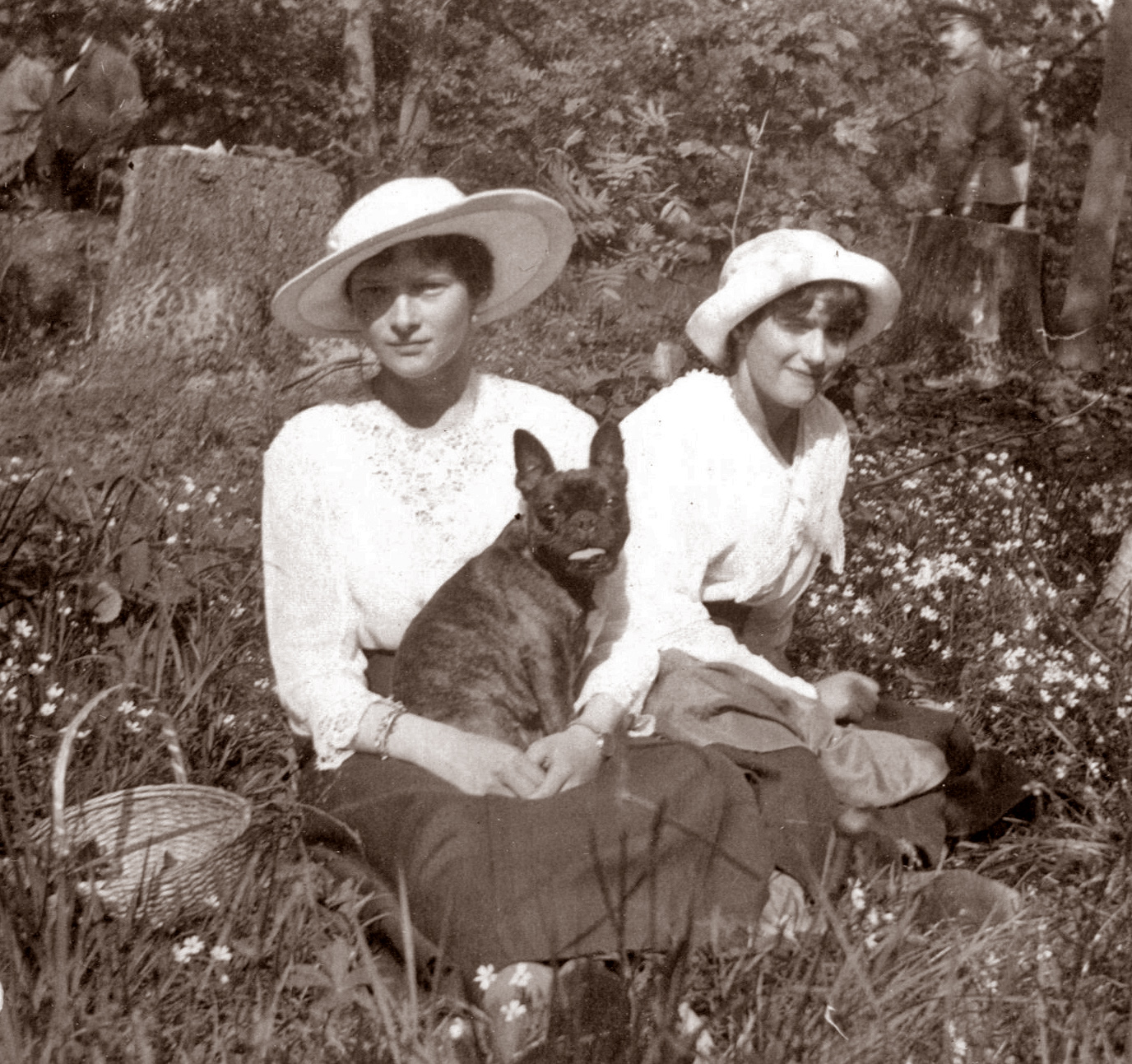
阿纳斯塔西娅與姊姊塔季揚娜，照片攝於1917年春天

在沙皇尼古拉二世於1917年退位之後，俄羅斯很快就陷入了內戰。布爾什維克（通常稱為紅軍）與尼古拉二世的家族（其中有一些是歐洲皇室的重要成員）為了釋放羅曼諾夫家族而進行了多次談判。效忠沙皇與獨裁主義的白軍往葉卡捷琳堡前進，所以紅軍陷入不穩定的情勢中。紅軍知道葉卡捷琳堡將落入裝備較佳的白軍手中。當白軍抵達葉卡捷琳堡時，沙皇一家已經完全消失了。最廣被人們接受的說法是沙皇一家已經被謀殺了。這是白軍調查員尼可拉斯·索可羅夫根據屬於沙皇一家的物品被丟在一個位於的礦坑通氣口所做出的結論 。
一份在處決沙皇尼古拉二世一家後，尤羅夫斯基所作呈報給布爾什維克黨高層，被稱為「尤羅夫斯基筆記」的紀錄在1989年被發現。愛德華·拉辛斯基（Edvard Radzinsky） 於1992年出版的《末代沙皇》（The Last Tsar）裡敘述了許多細節。根據這本筆記的紀錄，沙皇尼古拉二世一家在被處死的當晚被叫醒而且被要求穿著整齊。當他們問到為甚麼這樣要求時，守衛則回答是為了他們的安全，所以要將尼古拉二世一家遷移到新的地方，以免在白軍抵達葉卡捷琳堡時，他們會被白軍施暴。在著裝完畢後，沙皇一家與幾個僕人及照料他們的波特金醫生被聚集在伊帕提夫之屋地下室的一個小房間內來等待著。在亞歷山德拉皇后的要求下，她跟阿列克謝已允許坐在守衛準備的椅子上。在幾分鐘後，尤羅夫斯基帶領著處決隊伍進入房間。尤羅夫斯基沒有任何猶豫，立刻就告訴沙皇他們一家已經被下令全數處決了。尼古拉二世才剛轉頭對家人說「什麼」，一顆子彈就已經射向了他的腦袋。亞歷山德拉皇后與長女奧爾加試圖用手來畫一個十字，但是卻一起被最早發射的子彈射中了頭部，於是立刻雙雙斃命。其他的皇室隨從也在短暫的時間內被射殺，除了皇后的侍女安娜·黛米多娃沒被起先的子彈射死。她掙扎著想用隨身帶入地下室的小枕頭來保護自己，因為枕頭內裝滿了貴重的珠寶。不過她仍然被抵在房間的牆上，最後被刀刺死。

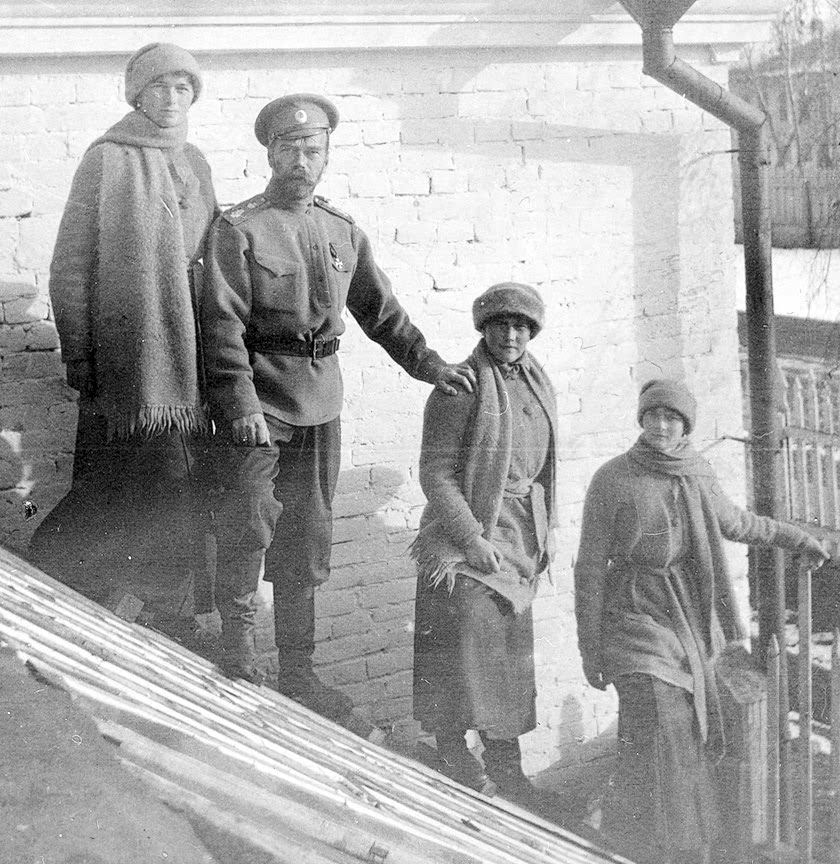
三從左而右分別是奧麗加大公、尼古拉二世、阿纳斯塔西娅大公與塔季揚娜大公，地點為1917年冬季的托博爾斯克。

## 倖存傳聞
有關阿纳斯塔西娅可能倖存與逃亡的傳聞開始傳開。這個最有名的宣稱者為安娜·安德森，她堅稱自己在家人與隨從的屍體中假裝死亡，然後一個好心的守衛注意到在這些屍體中的她仍然活著，她在他的幫助下得以逃亡。包括安娜·安德森在內，至少有十位以上的女子曾經宣稱自己就是阿纳斯塔西娅。其他一些較不出名的聲稱者有娜婕達·伊凡諾夫娜·瓦希爾娃（Надежда Ивановна Васильева）與尤金尼亞·史密斯。還有兩個年輕的女子分別宣稱自己是瑪麗亞與阿纳斯塔西娅，並說她們在1919年時被烏拉山上的一名教士所收留，她們在當地成為修女，直到1964年去世為止。她們墓碑上的名字分別是瑪麗亞與阿纳斯塔西娅·尼古拉耶芙娜。
阿纳斯塔西娅仍然活著的謠言，因為當時許多布爾什維克士兵與秘密警察在許多房子及火車尋找一名叫「安娜塔斯西亞·羅曼諾夫」的女孩的報導而被進一步的渲染。阿纳斯塔西娅的遠房親戚艾歐恩康士坦丁諾維奇親王（Принц Иоанн Константиович）的妻子海倫娜·佩特芙娜王妃（Princess Jelena Patrovna） 在1918年被短暫囚禁在彼爾姆的時候，一名守衛曾經帶來了一名自稱是安娜塔斯西亞·羅曼諾夫的女孩來到囚房，並向她詢問這位女子是否真的就是沙皇尼古拉二世的女兒。海倫娜·佩特芙娜則回答說她不認識那名女孩，於是守衛便帶走了那名女孩。雖然在彼爾姆有其他人說在那次謀殺之後，曾經看過阿纳斯塔西娅、亞歷山德拉皇后及她的姊姊們，但是現在已經被認為這是一個沒有根據的謠傳。

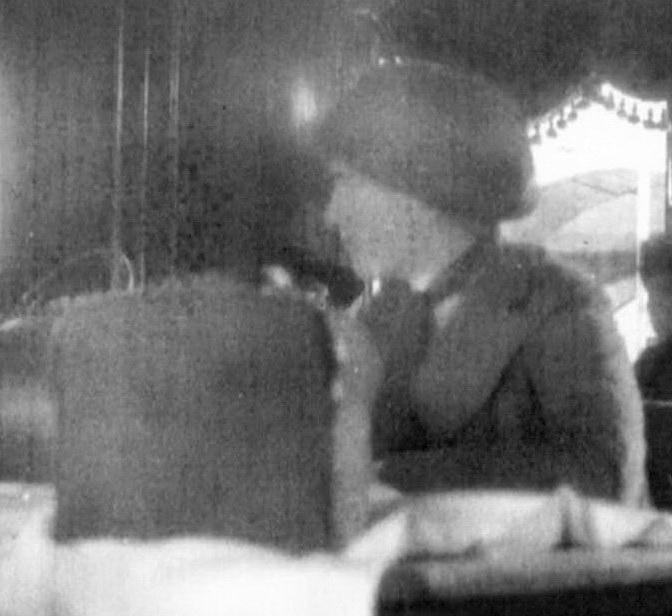
船上的安娜斯塔西亞大公，當時她正被送往葉卡捷琳堡，這也是安娜斯塔西亞大公已知的最後一張照片，攝於1918年5月。

歷史學者認為另一個傳聞比較有可信度，有8位目擊者據說在1918年9月看見一名年輕女子在彼爾姆西北邊的37號路線的鐵路車站在企圖脫逃時被捕獲。這些目擊者分別是馬克姆·格里哥葉夫、塔季揚娜·斯廷寧可娃、塔季揚娜的兒子費多爾·斯特尼科夫、伊凡·庫克因、馬垂娜·庫克因娜、瓦西里·梁柏夫、烏絲廷亞·瓦倫基娜與烏特金醫生（Па́вел Уткин），其中烏特金醫生曾經在這次意外後為該女子治療過。當白軍的調查員拿出照片讓人辨認時，一些目擊者認出那女子就是阿纳斯塔西娅。烏特金也告訴白軍，當他在契卡（ВЧК）的總部治療這名女孩說時，她對他說「我是統治者的女兒─阿纳斯塔西娅」。在秘密警察的命令下，烏特金為這個被稱為「N」的病人拿到了藥局的處方。白軍的調查員後來獨自找出這個處方紀錄。與此同時，大約在1918年中旬，有一些傳言說幾個俄國年輕人假裝自己是羅曼諾夫家族逃脫者。拉斯普京女兒瑪利亞的丈夫柏羅斯·索洛維約夫（Борис Соловьёв），欺騙幾個顯赫的俄羅斯家庭，他向他們索取金錢來幫助一名羅曼諾夫騙子逃亡到中國去。索洛維約夫發現一些年輕女子也願意假扮成女大公來從他手上獲得詐騙這些家庭得來的利益。
然而根據一些記錄，一個或幾個守衛可能有機會去解救生還者。尤羅夫斯基在處決結束後，要求守衛來到他的辦公室，找尋被他們偷走的物品。據說在這些受害者屍體放在卡車、地下室與屋子的走廊時，有一些時間是無人注意的。有一些沒參與處決而且同情女大公的守衛據聞被留下來看守地下室。
「她的下半部身體沾滿著血，雙眼緊閉著，臉像床單一樣蒼白」他作證說「安娜·巴烏丁和我清洗她的下巴，然後她便開始呻吟，骨頭一定被打碎了…後來她張開眼睛一分鐘…」在這期間，紅軍的衛兵曾經進來過這棟屋子，可是因為跟女房東太過熟悉了，所以實際上沒有搜查她的房子。他們這樣說：「阿纳斯塔西娅的確消失了，但是她確實不在這裡。」他作證道。最後，那位送阿纳斯塔西娅來的衛兵便將她帶走。克萊尼本策特爾就再也沒聽過她的消息了。
海里尼希·克萊尼本策特爾曾經送衣服到伊帕切夫別墅，而且看到幾個女大公在庭院中散步，但是沒跟她們說過任何話。克萊尼本策特爾作證說那位受傷的女孩就是其中的一位，不是他自己將那位女孩視為是阿纳斯塔西娅。
尼古拉二世全家被暗殺當時英國派駐在葉卡特林堡的總領事湯瑪斯·希爾德布蘭德·普瑞斯頓（Thomas Hildebrand Preston）則否定了克萊尼本策特爾的說法，「弗倫茲·斯沃博達宣稱從伊帕切夫別墅將受傷的阿纳斯塔西娅大公拯救出來，並且用友人的馬車運送到附近的住宅中，因此斯沃博達的證詞是所有目擊者中最重要的。接下來是我從斯沃博達的證詞中所觀察到的：首先，為何一位奧地利的戰俘會冒著巨大的風險與敵對國家的皇室成員的命運有所關聯。第二，斯沃博達編造了一個關於H這個人的荒唐故事，他宣稱他是契卡的司令官，並且幫助他在被釋放時與沙皇一家有所聯繫。在葉卡特林堡當時處於恐怖統治時期，許多人對於羅曼諾夫王朝有著激烈且狂熱的憎恨，其中會出現像這樣的人是令人難以想像得的。此外，作為一位總領事，我對於正在進行的活動的消息非常靈通，如果它是真實的話，幾乎可以確定我將會知道斯沃博達所宣稱的行動。」
在保加利亞也有阿纳斯塔西娅與弟弟阿列克謝生還的報導。在1953年，一名曾經擔任俄羅斯皇室名叫彼得·贊米奧特金的衛兵，告訴一位16歲的男病人說，在沙皇要求下，他曾帶阿纳斯塔西娅與阿列克謝到他靠近奧德薩的出生村子。在皇室的其他成員被暗殺之後，贊米奧特金帶著這兩個孩子們乘船從敖德薩來到亞歷山卓。這兩位可疑的「阿纳斯塔西娅」與「阿列克謝」，後來使用假名在保加利亞靠近卡贊勒克的加巴雷沃鎮（保加利亞語：Габарево）來度過餘生。這位未經證實的「阿纳斯塔西娅」稱自己是愛萊諾拉·亞伯托夫娜·克魯格，後來她於1954年去世。
阿纳斯塔西娅的生死問題是20世紀著名的謎題之一。在1920年時，一位女子在柏林試圖自殺失敗後自稱是阿纳斯塔西娅，她就是安娜·安德森。在1922年，因為一位自稱是阿纳斯塔西娅的女子出現在德國而流傳著尼古拉二世其中的一個女兒甚至是全部的女兒都倖存著的傳聞。她製造了一個終生的爭論而且登上了頭條幾十年，一些倖存下來的尼古拉二世的親戚相信他是阿纳斯塔西娅，但是其他的親屬則不這麼認為。事實上，就是她使得阿纳斯塔西娅與她的傳奇聞名於世。她對於身分認可的奮鬥成為最久的案例，並曾經被德國法院所審理與正式的建檔。它開始於1938年，直到1970年才有最後的裁決。法院最後的裁決安德森沒有提供足夠的證據去證明她是阿纳斯塔西娅，而且認為阿纳斯塔西娅的死亡不曾是歷史已經被證實的事實。
俄羅斯歷史學者阿列克瑟耶夫（Veniamin Alekseyev）出版新書《柴可夫史卡雅女士，妳究竟是誰？》(Who are you, Ms. Tchaikovskaya?) ，宣稱找到新證據，證明末代沙皇的小女兒安娜塔西亞公主確實逃過處決，流亡西方。阿列克瑟耶夫宣稱從俄羅斯國家檔案館等處發現新資料，內容包括沙皇尼古拉二世的親友與安娜．安德森的醫師提供的證據，該醫師認為安德森女士「很可能是真正的安娜塔西亞公主」，阿列克瑟耶夫並說：「根據已發現的檔案資料，加上1991年以來我見過的國內外證據，合理認為沙皇一家人的命運與人們近百年來的認定不同。」書裡也稱德裔雅莉珊德拉皇后、安娜塔西亞公主的3名姐姐同樣逃過處決。
阿列克瑟耶夫主張主要根據法國「年鑑學派」史家費侯（Marc Ferro）的論述。費侯認寫，德國出生的皇后亞麗珊黛和4個女兒，最後都被救了出來。1991年時，是俄羅斯政府委員會作出的「沙皇全家遭處決」的結論，但阿列克謝耶夫之前就是該委員會的委員之一。 他說：「布爾什維克與白俄方面對此一事件的證詞是不值得信賴的。 前者需要建立一個毫不妥協的新政府形象，後者希望創造一個沒有沙皇的俄國。」他說，第一次世界大戰末，德國和蘇聯之間可能作出某種「外交談判上的交換」。為什麼呢？因為布爾什維克革命黨暗殺德國大使米爾巴赫後，德皇威廉二世可能撕毀布列斯特-立陶夫斯克条约，這會毀了蘇維埃政權。因此，他們不得不作「出以人質換和平」的談判。有關一戰時期德國與蘇聯雙方的外交文件，定2018年公布。阿列克謝耶夫期望這項公布會讓真相大白於天下。
安娜·安德森在1984年去世，遺體採用火葬。在1994年時，使用安德森在醫院留下的組織樣本與一位亞歷山德拉皇后的近親－菲利普親王的血液來進行DNA測試。根據進行測試的吉爾（Gill）博士說「如果你接受這是安娜·安德森的樣本，那麼安德森可能與尼古拉二世或亞歷山德拉皇后沒有關係。」安德森的粒線體DNA則與一名稱為Franziska Schanzkowska的失蹤波蘭工廠員工的侄孫相符合。
法庭專家於1994年比對了阿纳斯塔西娅女大公與安娜·安德森的臉與耳朵，然後根據例行的合法的步驟來鑑定，後來判斷安娜·安德森就是阿纳斯塔西娅。這些測試是由英國電視的記錄節目所委託的。然而安德森的支持者承認DNA測試證明她不是阿纳斯塔西娅。

## 羅曼諾夫皇室的墳墓
在1991年，幾具屍體從葉卡特林堡郊外的樹林中的大墳墓挖掘出來，這些屍體被認為是尼古拉二世一家與他們的僕人。這個墓地在將近十年前就被發現了，不過這個墓地被刻意隱藏著，以免被當時統治蘇聯的共產黨政府得知。開挖後，挖掘者發現原本應該有11具遺體（尼古拉二世、亞歷山德拉皇后、阿列克謝王儲、4位女大公：奧麗加、塔季揚娜、瑪麗亞與阿纳斯塔西娅、他們的家庭醫師波特金、僕人阿列克謝·特魯普（Алексей Егорович Трупп）、廚師伊凡·克利托諾夫（Иван Харитонов）與亞歷山德拉皇后的女傭安娜·黛米多娃）的墳墓只剩下9具。根據後來的法庭專家威廉·莫普勒斯（William Maples）博士的調查，阿纳斯塔西娅的屍體從這個墓地中失蹤了。然而俄羅斯科學家對此提出質疑，認為應該是瑪麗亞女大公的屍體不見了。這些俄羅斯科學家使用電腦程式來比對阿纳斯塔西娅的照片與墳墓中這些屍體的頭骨來鑑定阿纳斯塔西娅。他們估計這些頭骨的高度與寬度來推論是誰的屍體失蹤了，但是美國科學家認為這個方法並不精確。

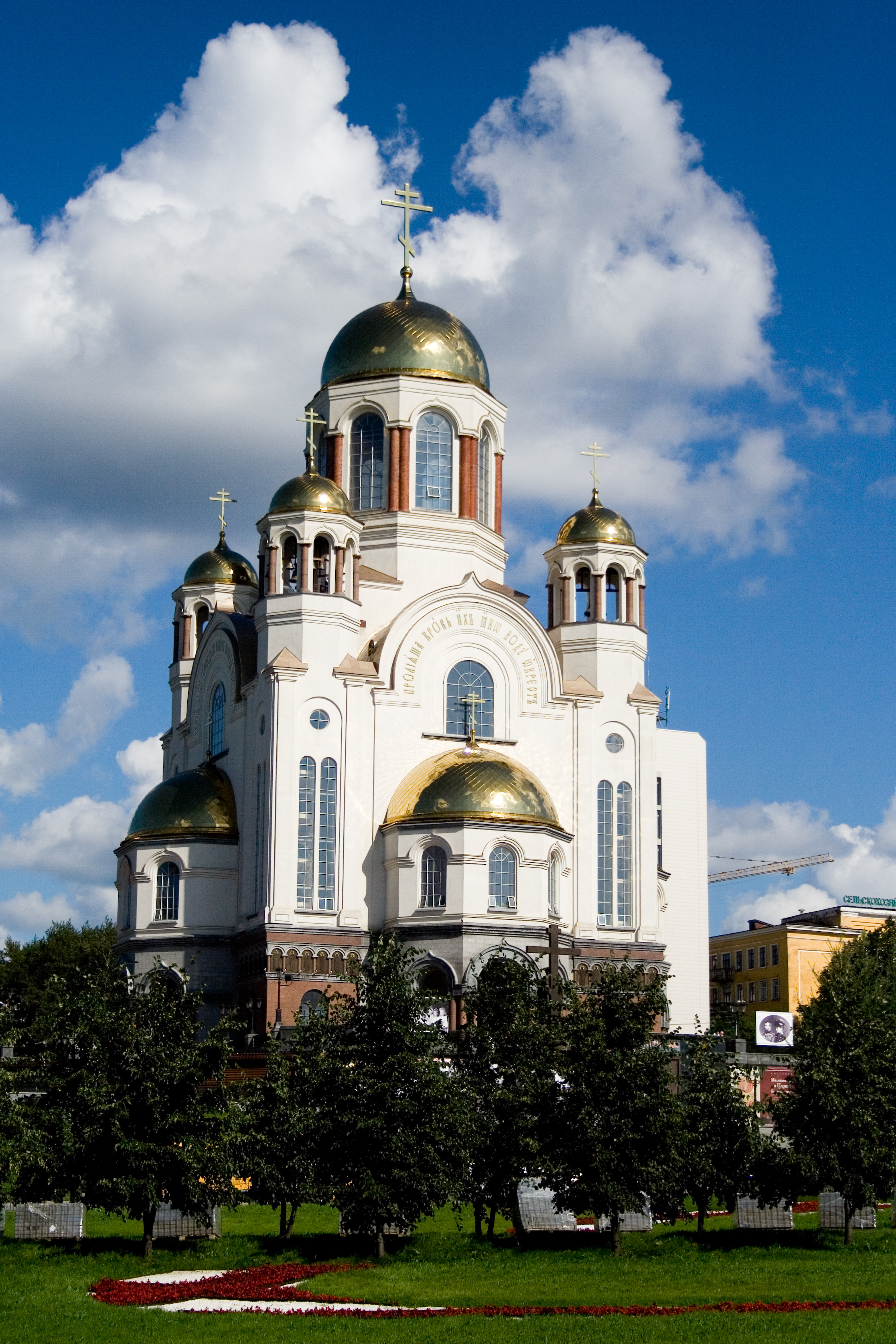
葉卡捷琳堡的諸聖堂，建造於伊帕切夫別墅的舊蹟上。

美國科學家認為遺失的屍體應該是阿纳斯塔西娅，因為沒有任何一具女性骨骼顯示出一個未成年的跡象，例如不成熟的鎖骨、隱藏的智齒與不成熟背部脊椎骨，這些特徵是這些科學家預期會在17歲的女孩身上發現。當1998年這些皇室的遺體被埋葬之後，一具大約5英尺7英寸（1.70）的屍體以阿纳斯塔西娅的名字埋葬在墓地中，但是阿纳斯塔西娅在遇害前6個月與姐姐們一起拍攝的照片顯示她比它們矮了幾吋。亞歷山德拉皇后在1917年12月15日（距離遇害還有7個月）的一封信中提到16歲的小女兒擁有矮小的體型「阿纳斯塔西娅對自己身材已絕望了，她現在非常肥胖。她就像瑪麗亞一樣，腰部圓胖，而且有一雙短腿。我希望她能繼續長大。」科學家認為阿纳斯塔西娅不大可能在生命中的最後幾個月長高這麼多，她實際的身高是5英尺2英寸（1.57）。
DNA測試確認墳墓中的9具遺體是尼古拉二世一家與他們的僕人，雖然兩具失蹤的遺體的命運仍然是個謎。一些歷史學者相信「尤羅夫斯基筆記」的紀錄，認為這兩具屍體已經從大墳墓移走了，而且在一個隱密的區域被燒成灰了。這個舉動將會引起發現這些遺體的白軍的懷疑，因為遺體的數量並不正確。然而一些法庭專家認為尤羅夫斯基與他的部下以當時的環境及可用資源下，不可能在那麼短的時間內完全燒毀兩具屍體。此後數年間，在這附近地區進行的許多搜尋仍然無法找到這兩具失蹤遺體的焚燒地點。
然而在2007年8月23日，一位俄羅斯考古學家宣佈在葉卡捷琳堡附近的一處營火地發現兩具被焚燒不完全的屍骨，而且這個地點符合尤羅夫斯基回憶錄中所描述的。這位考古學家說這些屍骨是一位年紀大約在10到13歲的男孩與一位年紀界於18至23歲之間的年輕女子。阿纳斯塔西娅在遇難時的年齡是17歲又過1個月，瑪利亞的年齡是18歲1個月，而阿列克謝則還差兩個星期才滿14歲。阿纳斯塔西娅的大姊奧麗加與二姊塔季揚娜當時分別是22歲與21歲。這位考古學家在這兩具屍體附近發現了：裝著硫酸的容器碎片、釘子、屬於一個木製盒子的金屬條與不同口徑的子彈。
由國際機構美軍DNA鑑定中心及因斯布魯克醫學大學所做的DNA測試證實，兩具屍骨屬於阿列克謝以及他的姊姊，所以也證明了所有家庭成員，包括安娜塔西婭皆死於1918年。父母及五位孩子的下落皆已證實，且有各自獨特的DNA序列。
然而有報告指出：
在這裡需特別表明，DNA測試結果並無法確定第二個墳墓中的女性是瑪麗亞（根據俄國專家）還是安娜塔西婭（根據美國專家），在缺乏兩位姊妹的參照DNA的情況下，我們只能確定尼古拉斯二世獨子阿列克謝的身份。

## 封聖
阿纳斯塔西娅與她的家人在2000年被俄羅斯正教會封為殉道者。在這之前尼古拉二世一家已經在1981年被境外俄羅斯東正教會封為神聖的殉道者，同時还包括在蘇聯宗教壓迫的犧牲的俄羅斯東正教教徒與神職人員，包括莫斯科大牧首聖吉洪、基辅都主教聖弗拉基米尔。這次封聖的行為引起俄羅斯東正教會內的爭議，反對者認為沙皇尼古拉二世明顯是位懦弱的統治者，認為他的行為導致了布爾什維克黨所引發的革命。支持者則認為殉道跟當事人的作為沒有關係，是與他或她為何被殺有關。
支持者則指出早就有沙皇及皇太子被封為殉道者的先例了，例如在16世紀末被殺的迪米崔太子（Дмитрий Иванович），所以安娜塔西亞與她的家人被封聖並非特例。他們提到沙皇一家對於宗教的虔誠，亞歷山大德拉皇后與奧爾嘉女大公在遇難前祈禱而且試圖在胸前劃一個十字聖架的紀錄。不過與沙皇被殺的醫生與僕役並沒有在公元2000年時被俄羅斯東正教會封聖，但他們有有被境外俄羅斯東正教會封為殉道聖人。尼古拉二世、亞麗珊卓皇后與3位女兒的遺體於1998年7月17日被埋葬在聖彼得堡的彼得保罗主教座堂中，當時正好是他們遇難80週年。2009年10月16日，俄罗斯联邦检察官办公室为尼古拉二世一家和在红色恐怖遇难的52人进行平反，恢复名誉。

## 文化影響

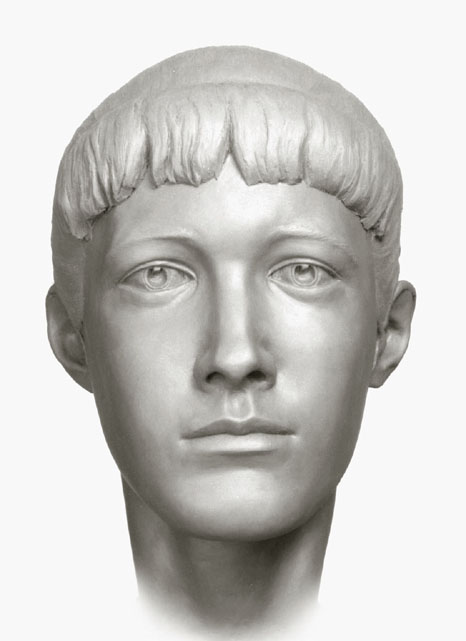
安娜塔西亞的臉部重建圖

安娜塔西亞可能倖存的故事也成為電影與電視的題材。最早的一部作品是1928年的電影《Clothes Make the Woman》，內容描述一名女子在某部好萊塢的電影中扮演獲救的安娜塔茜亞的角色，最後被一位俄羅斯的士兵認出她就是真正的安娜塔西亞，因為他是拯救安娜塔西亞性命的那個人。
在許多有關阿纳斯塔西娅的作品中，最有名的是1956年由英格麗·褒曼（扮演阿纳斯塔西娅）、尤·伯連納（扮演布南（Bounine）將軍根據幾位真實人物的虛構角色）與海倫·海絲（扮演阿纳斯塔西娅祖母瑪麗亞·費奧多蘿芙娜）所主演的《真假公主》。劇情描述一位女子於1928年出現在巴黎，後來她被幾位俄羅斯的流亡者捉住，他們並且想要她去欺騙阿纳斯塔西娅的祖母她就是真正的阿纳斯塔西娅。隨著劇情發展，這位名為「A.安德森」的女子，開始被懷疑是真正的阿纳斯塔西娅。
1965年的一部短期的音樂劇《Anya》也以阿纳斯塔西娅的故事為藍本。
美國的NBC電視台在1986年推出一部迷你影集－《阿纳斯塔西娅:神秘的安娜·安德森》（Anastasia: The Mystery of Anna），劇情並不完全是根據1983年彼得·寇斯（Peter Kurth）的著作《阿纳斯塔西娅:安娜·安德森之謎》（Anastasia: The Riddle of Anna Anderson）所改編的。這部影集包括兩個部分，以年幼的阿纳斯塔西娅開始描述，然後沙皇一家被送到葉卡捷琳堡，被布爾什維克的士兵殺害。故事接著轉到1923年，一個名叫安娜安德森的女子出現了，她自稱是阿纳斯塔西娅。成年後的阿纳斯塔西娅是由艾美·歐文（Amy Irving）主演的。
最新一部有關安娜塔西亞的電影是1997年上映的《真假公主－安娜塔西亞》，這是一部動畫音樂劇，描述安娜塔西亞從俄羅斯逃亡，並在後來要求確認她的真實身分的故事。這部電影比1956年的《真假公主》更加的偏離史實。
2004年，在史蒂芬·貝瑞（Steve Berry）出版的小說《羅曼諾夫的預言》（The Romanov Prophecy）中，受傷的阿纳斯塔西娅與弟弟阿列克謝被衛兵救走，後來被帶往美國，他們在此匿名定居，生活由效忠皇室的費利克斯·尤蘇波夫（Фе́ликс Фе́ликсович Юсу́пов）來照應。在這本小說中，這兩個孩子在1920年代因病去世，不過阿列克謝在之前已經結婚，並且有一個兒子。
在2016年由育碧发行的横版过关游戏《刺客教條編年史：俄罗斯》中，阿纳斯塔西娅被主角尼古拉·奥列洛夫营救并化名“安娜·安德森”离开俄罗斯，奔赴德国。
文学作品方面，日本推理小说作家岛田庄司于2001年出版的小说《俄罗斯幽灵军舰之谜》以安娜塔西亞身世之谜作为故事背景所撰写。
在手機遊戲《Fate/Grand Order》的第二部「Cosmos in the Lostbelt」中作為Caster職階出場。寶具為「疾走．精靈眼球」，配音員原由實。

### 引用
1. ↑  .   [2009-03-18]. （原始内容存档于2008-04-09）.
2. 1 2  Massie (1995), pp. 194–229
3. ↑  Massie (1967), p. 153
4. 1 2  Eagar, Margaret. . alexanderpalace.org. 1906  [2006年12月11日]. （原始内容存档于2017年8月6日）.
5. ↑  Zeepvat, (2004), p. xiv
6. ↑  Kurth (1983), p. 309
7. ↑  Massie (1967), p. 134
8. 1 2 3  Vyrubova, Anna. . alexanderpalace.org.   [2006年12月13日]. （原始内容存档于2018年1月13日）.
9. 1 2  King and Wilson (2003), p. 50
10. ↑  Gilliard, Pierre. . alexanderpalace.org.   [2006年12月13日]. （原始内容存档于2012年1月18日）.
11. ↑  Dehn, Lilli. . alexanderpalace.org. 1922  [December 13, 2006]. （原始内容存档于2017-07-26）.
12. 1 2  King and Wilson (2003), p. 250
13. ↑  Lovell (1991), pp. 35–36
14. ↑  Christopher, Kurth, Radzinsky (1995), pp. 88–89
15. ↑  Kurth (1983), p. 106
16. ↑  Maylunas, Andrei, Mironenko, et al. (1997), p. 327
17. ↑  Vorres (1965), p. 115
18. ↑  Zeepvat (2004), p. 175
19. ↑  Massie (1967), pp. 199–200
20. ↑  Maylunas, Andrei, Mironenko, et al. (1997), p. 321
21. 1 2  Maylunas, Andrei, Mironenko, et al. (1997), p. 330
22. ↑  Massie (1967), p. 208
23. ↑  Moss, Vladimir (2005). "倖存的傳奇故事 （页面存档备份，存于）".  St. Michael's Press.  於2007年2月21日查閱
24. ↑  Radzinsky (2000), pp. 129–130
25. ↑  Mager, Hugo. "Elizabeth: Grand Duchess of Russia," Carroll and Graf Publishers, Inc., 1998
26. ↑   Sams, Ed. . alexanderpalace.org.   [2006年12月31日]. （原始内容存档于2007年1月7日）.
27. ↑  Christopher, Kurth, Radzinsky (1995), p. 115
28. ↑  Christopher, Kurth, Radzinsky (1995), p. 116
29. ↑  Maylunas, Andrei, Mironenko, et al. (1997), p. 489
30. ↑  Maylunas and Mironenko (1997), p. 507
31. ↑  Maylunas and Mironenko (1997), p. 511
32. ↑  Kurth (1983), p. 187
33. ↑  King and Wilson (2003), pp. 57–59
34. ↑  King and Wilson (2003), pp. 78–102
35. 1 2  Kurth (1983), p. xiv
36. ↑  King and Wilson (2003), pp. 140–141
37. ↑  Bokhanov, Knodt, Oustimenko, Peregudova, Tyutynnik (1993), p. 310
38. ↑  King and Wilson (2003), p. 276
39. ↑  Christopher, Kurth, Radzinsky (1995), p. 177
40. ↑  Maylunas and Mironenko (1997), p. 619
41. ↑  King and Wilson (2003), p. 251
42. ↑  King and Wilson (2003), p. 203
43. ↑  King and Wilson (2003), pp. 353-367
44. ↑  Radzinsky (1992), pp. 380–393
45. ↑  Greg King. . : 303.
46. ↑  Helen Rappaport. . : 190.
47. ↑  Kurth (1983), pp. 33–39
48. ↑  Massie (1995), pp. 145–146
49. ↑  Massie (1995), p. 157
50. ↑  Massie (1995), p. 146
51. ↑  Kurth (1983), p. 44
52. 1 2  Kurth (1983), p. 43
53. ↑  Occleshaw (1993), p. 46
54. 1 2  Occleshaw (1993), p. 47
55. ↑  King and Wilson (2003), p. 314
56. 1 2  Kurth (1983), p. 339
57. ↑   Affidavit from Sir Thomas Preston - Vorres, I, The Last Grand Duchess p.244
58. ↑   . （原始内容存档于2007-08-08）.
59. ↑  Kurth (1983), pp. 289–358
60. ↑  廖綉玉. . 中時電子報. 2014-03-05  [2014-03-24]. （原始内容存档于2019-12-05） （中文（臺灣））.
61. ↑  . ETtoday東森新聞雲. 2014-03-04  [2014-03-24]. （原始内容存档于2019-12-05） （中文（臺灣））.
62. ↑  Christopher, Kurth, and Radzinsky (1995), p. 218
63. ↑  《阿纳斯塔西娅:死亡或倖存》（Anastasia: Dead or Alive）. 麥可·巴寧斯,(Michael Barnes，劇本作家) 、 麥可·巴寧斯 (導演) 、 寶拉·S·阿帕謝爾, (執行製作人) 、 麥可·巴寧斯 {製作人} 、 茱莉亞·寇特 、 茱莉安·諾特 {共同製作人}. NOVA. 1995-10-10. Season 23 Ep. 1.
64. ↑  Massie (1995), p. 67
65. ↑  Maylunas and Mironenko (1997), p. 595
66. ↑  King and Wilson (2003), p. 434
67. ↑  King and Wilson (2003), p. 468
68. ↑  King and Wilson (2003), p. 469
69. ↑  Gutterman, Steve. . The Guardian (London, UK). August 24, 2007  [August 24, 2007]. （原始内容存档于2021-05-07）.
70. ↑  Coble, Michael D.; Loreille, Odile M.; Wadhams, Mark J.; Edson, Suni M.; Maynard, Kerry; Meyer, Carna E.; Niederstätter, Harald; Berger, Cordula; Berger, Burkhard; Falsetti, Anthony B.; Gill, Peter; Parson, Walther; Finelli, Louis N. Hofreiter, Michael , 编. . PLoS ONE. March 11, 2009, 4 (3): e4838  [September 8, 2009]. PMC 2652717 . PMID 19277206. doi:10.1371/journal.pone.0004838. （原始内容存档于2014-10-06）.
71. ↑  Rogaev, Evgeny I.; Grigorenko, Anastasia P.; Moliaka, Yuri K.; Faskhutdinova, Gulnaz; Goltsov, Andrey; Lahti, Arlene; Hildebrandt, Curtis; Kittler, Ellen L.W.; Morozova, Irina. . Proceedings of the National Academy of Sciences. March 31, 2009, 106 (13): 5258–5263 [published online before print February 27, 2009]  [September 8, 2009]. PMC 2664067 . PMID 19251637. doi:10.1073/pnas.0811190106. （原始内容存档于2012-08-02）.
72. ↑  . 纽约时报.   [2014年6月14日]. （原始内容存档于2017年5月5日） （英语）.
73. ↑  Greg King. . : 65、495.
74. ↑  Massie (1995), p. 134
75. ↑  . Romanovfundforrussia.org.   [2014年3月24日]. （原始内容存档于2006-12-29） （英语）.
76. ↑  Shevchenko, Maxim. . Nezavisemaya Gazeta. 2000  [2006年12月10日]. （原始内容存档于2005年8月24日）.
77. ↑  . Официальный сайт Российского Императорского Дома.   [2014年3月25日]. （原始内容存档于2013年5月11日） （俄语）.
78. ↑  Harlow Robinson, Russians in Hollywood, Hollywood's Russians: biography of an image, Northeastern University Press, 2007, p. 27

## 外部連結
- （英文）阿纳斯塔西娅的照片與資料 （页面存档备份，存于）
- （俄文）尼古拉二世全家被暗殺的調查資料 （页面存档备份，存于）
- （英文）尼古拉二世全家的影音圖書館 （页面存档备份，存于）
- （英文）有關阿纳斯塔西娅死亡之謎的討論 （页面存档备份，存于）
- （英文）有關阿纳斯塔西娅的照片、信件與回憶錄
- （英文）彼得·寇斯的文章 一位宣稱是安娜·安德森的傳記作家，他並且相信她就是阿纳斯塔西娅
- （英文）一些讚美尼古拉二世全家的文章
- （英文）一個關於阿纳斯塔西娅的一生與傳奇的網站，並從許多著作來討論安娜·安德森的故事 （页面存档备份，存于）
- （英文）有關A型血友病的資料 （页面存档备份，存于）
- （英文）保加利亞的山間小鎮有可能成為阿纳斯塔西娅最後的避難所嗎？
- （俄文）俄羅斯詩人尼古拉·古米廖夫於阿纳斯塔西娅15歲生日時為她所寫的詩 （页面存档备份，存于）